# 小行星8384
小行星8384（英語：8384）是一颗围绕太阳公转的小行星。1992年12月16日，浦田武在清水町发现了此天体。
这颗小行星的绝对星等为257.599826091077等。